# 邵新 (成化進士)
邵新（1432年—？年），字復初，浙江嚴州府淳安縣人，明朝政治人物。民籍，治《春秋》.

## 生平
正月初一日生，行二。由國子生中式浙江鄉試第二十四名舉人，會試中式第一百八十三名。成化五年（1469年）己丑科第三甲第三十三名進士，歷官禮部主事，陞員外郎、郎中，出爲雲南左參政，所至皆有能聲。

## 家族
曾祖邵栱，祖邵祖生，父邵宗義，母方氏；繼母方氏。具慶下，妻方氏，兄祏，弟裘；齡。。